# Черкасская Конопелька
Черкасская Конопелька — село в Суджанском районе Курской области. Входит в состав Махновского сельсовета.

## География
Село находится на реке Конопелька (приток Псла), в 87 км к юго-западу от Курска, в 7 км к юго-востоку от районного центра — города Суджа, в 4 км от центра сельсовета — села Махновка.
Улицы
В селе улицы: Молодёжная, Новосёловка, Центральная.
Климат
Черкасская Конопелька, как и весь район, расположена в поясе умеренно континентального климата с тёплым летом и относительно тёплой зимой (Dfb в классификации Кёппена).

## История
14 августа 2024 года, в ходе боёв в Курской области, село захвачено ВСУ. 30 декабря ВС РФ освободили село.
6 — 7 февраля 2025 года российские военные блогеры сообщали противоречивые заявления о ситуации в селе. Некоторые из них утверждали, что ВСУ захватили село, в то время как другие утверждали, что они обошли поселок или что ВС РФ его отвоевали. ISW не смогло независимо проверить эти заявления. Министерство обороны РФ сообщило, что российские войска отразили атаку. В сводке от 11 февраля 2025 года ISW указала со ссылкой на российского военного блогера, что ВСУ безуспешно атаковали в районе села.

## Население
| 2002 | 2010 |
| ---- | ---- |
| 253  | ↘243 |

## Инфраструктура
Личное подсобное хозяйство. В селе 87 домов.

## Транспорт
Черкасская Конопелька находится в 7,5 км от автодороги регионального значения 38К-004 (Дьяконово — Суджа — граница с Украиной, в 0,5 км от автодороги 38К-028 (Обоянь — Суджа), в 2,5 км от автодороги межмуниципального значения 38Н-515 (38К-028 — Махновка — Плёхово — Уланок), в 2,5 км от автодороги 38Н-518 (38К-028 — Русская Конопелька), на автодороге 38Н-521 (38К-028 — Черкасская Конопелька), в 6,5 км от ближайшей ж/д станции Суджа (линия Льгов I — Подкосылев).
В 105 км от аэропорта имени В. Г. Шухова (недалеко от Белгорода).

## Достопримечательности
- Церковь Воздвижения Креста Господня (1831)[13]